# In Orbit
In Orbit (с англ. — «На орбите») — второй студийный альбом шведской певицы September (Петра Марклунд), выпущенный в 2005 году на лейбле Catchy Tunes. Альбом попал в чарты Швеции и Финляндии, заняв 17 и 36 строчки соответственно. В 2007 году альбом был переиздан в Польше, где стал очень популярен, добравшись до 10 места в альбомном чарте и получив золотую сертификацию.
В поддержку альбома было выпущено пять синглов, включая «Satellites» и «Cry for You».
В 2006 году альбом получил премию «Грэммис» как лучший танцевальный альбом. В 2007 году песня «Satellites» одержала победу на польской премии Eska Music Awards как лучший зарубежный хит года, в подобной категории песня боролась за победу и на премии NRJ Music Awards.

## Список композиций
| №                   | Название                             | Длительность |
| ------------------- | ------------------------------------ | ------------ |
| 1.                  | «Prelude»                            | 0:28         |
| 2.                  | «Cry for You»                        | 3:55         |
| 3.                  | «Looking for Love»                   | 3:24         |
| 4.                  | «Satellites»                         | 3:16         |
| 5.                  | «Flowers on the Grave»               | 4:18         |
| 6.                  | «It Doesn’t Matter»                  | 3:45         |
| 7.                  | «Sacrifice»                          | 3:58         |
| 8.                  | «Good Times»                         | 3:41         |
| 9.                  | «Midnight Heartache»                 | 3:47         |
| 10.                 | «Sound Memory»                       | 3:51         |
| 11.                 | «End of the Rainbow»                 | 3:40         |
| 12.                 | «Satellites» (Live Acoustic Version) | 3:03         |
| 13.                 | «Satellites» (video)                 |              |
| 14.                 | «Looking for Love» (video)           |              |
| Общая длительность: | Общая длительность:                  | 41:07        |

| №                   | Название                              | Длительность |
| ------------------- | ------------------------------------- | ------------ |
| 1.                  | «Prelude»                             | 0:28         |
| 2.                  | «Cry for You» (Single Edit)           | 3:28         |
| 3.                  | «Looking for Love»                    | 3:23         |
| 4.                  | «Satellites»                          | 3:13         |
| 5.                  | «Flowers on the Grave»                | 4:15         |
| 6.                  | «It Doesn't Matter»                   | 3:43         |
| 7.                  | «Sacrifice»                           | 3:54         |
| 8.                  | «Good Times»                          | 3:35         |
| 9.                  | «Midnight Heartache»                  | 3:43         |
| 10.                 | «Sound Memory»                        | 3:46         |
| 11.                 | «End of the Rainbow»                  | 3:35         |
| 12.                 | «Satellites» (Live Acoustic Version)  | 3:01         |
| 13.                 | «Cry for You»                         | 3:53         |
| 14.                 | «Looking for Love» (Funky Bomb Remix) | 3:46         |
| 15.                 | «Satellites» (Electro Mix)            | 3:27         |
| Общая длительность: | Общая длительность:                   | 51:19        |

| №  | Название                       | Длительность |
| -- | ------------------------------ | ------------ |
| 1. | «Cry for You» (video)          |              |
| 2. | «Flowers on the Grave» (video) |              |
| 3. | «Looking for Love» (video)     |              |
| 4. | «Satellites» (video)           |              |

## Чарты
| Чарт (2005/2007)                    | Пиковая позиция |
| ----------------------------------- | --------------- |
| Финляндия (Suomen virallinen lista) | 36              |
| Швеция (Sverigetopplistan)          | 17              |
| Польша (OLiS)                       | 32              |

## Сертификации и продажи
| Регион | Сертификация | Продажи |
| --- | ------------ | ------- |
| Польша (ZPAV) | Золотой      | 10 000* |
| * Данные о продажах приведены только на основе сертификации. ^ Данные о тиражах приведены только на основе сертификации. |              |         |